# Приішимка (Астраханський район)
Приіши́мка (каз. Приишимка) — село у складі Астраханського району Акмолинської області Казахстану. Входить до складу Новочеркаського сільського округу.
Населення — 181 особа (2021; 209 у 2009, 302 у 1999, 364 у 1989).
Національний склад станом на 1989 рік:
- поляки — 31 %;
- росіяни — 29 %.

У радянські часи село називалось Приішимське.